# Galmpton (South Hams)
Galmpton – wieś w Anglii, w Devon, w dystrykcie South Hams, w civil parish South Huish. W 1870-72 osada liczyła 176 mieszkańców. Galmpton jest wspomniana w Domesday Book (1086) jako Walementone/Walenimtona.